# Poecilominettia breviplumata
Poecilominettia breviplumata är en tvåvingeart som beskrevs av Friedrich Georg Hendel 1932. Poecilominettia breviplumata ingår i släktet Poecilominettia och familjen lövflugor.
Artens utbredningsområde är Bolivia. Inga underarter finns listade i Catalogue of Life.